# Thirteen (chanson)
Pour les articles homonymes, voir Thirteen.
Pistes de #1 Record
In the Street
(4) Don't Lie to Me
(6)
Thirteen est une chanson du groupe de rock américain Big Star extraite de leur premier album studio, #1 Record, paru en 1972.
La chanson n'est pas sortie en single.
En 2004, Rolling Stone a classé cette chanson, dans la version originale de Big Star, 396e sur sa liste des « 500 plus grandes chansons de tous les temps ». (En 2010, le magazine rock américain a mis à jour sa liste, maintenant la chanson est 406e.)

## Composition
La chanson est écrite par Alex Chilton et Chris Bell. L'enregistrement de Big Star a été produit par John Fry.